# Celebrity Millennium

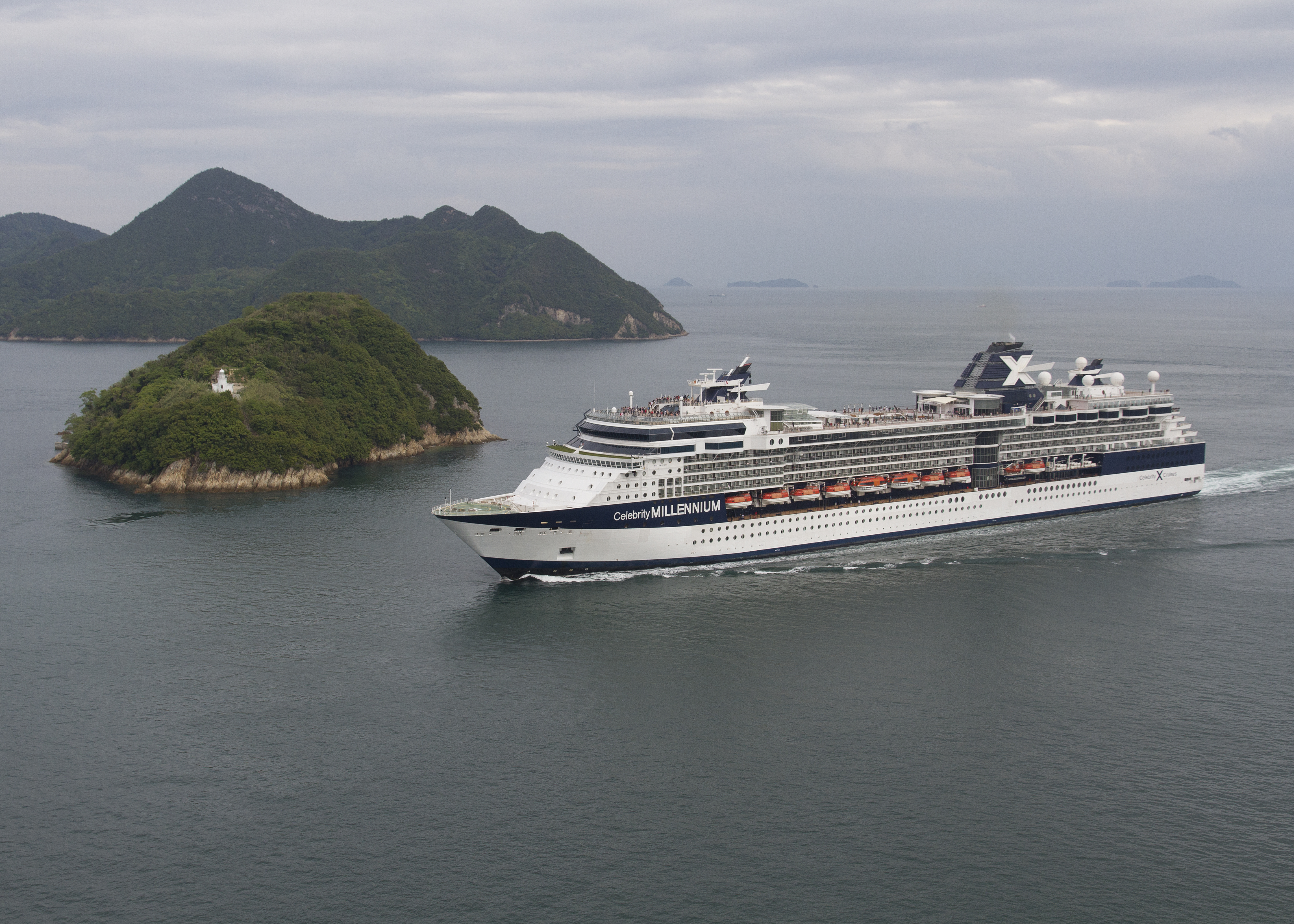
Celebrity Millennium

Die Celebrity Millennium ist ein Panamax-Kreuzfahrtschiff der amerikanischen Reederei Celebrity Cruises. Das Typschiff der gleichnamigen Baureihe (Millennium-Klasse) entstand um das Jahr 2000 („Millennium“) auf der französischen Werft Chantiers de l’Atlantique in Saint-Nazaire. Es war das erste Kreuzfahrtschiff der Welt, dessen Hauptmaschinenanlage mit Gasturbinen anstatt Dieselmotoren ausgerüstet worden war. Zum Zeitpunkt der Ablieferung war die Celebrity Millennium das größte in Frankreich gebaute Kreuzfahrtschiff. Ihre Schwesterschiffe sind die Celebrity Infinity (2001), die Celebrity Summit (2001) und die Celebrity Constellation (2002).

## Geschichte

### Bau und Indienststellung
Im Mai 1998 gab der amerikanische Konzern General Electric bekannt, dass erstmals Gasturbinen auf Kreuzfahrtschiffen zum Einsatz kommen sollten. Das erste Kreuzfahrtschiff, das mit dieser Technik ausgestattet wurde, war die Millennium, die mit der Baunummer R31 auf Kiel gelegt wurde. Der Entwurf des Schiffes stammt von dem australischen Schiffsarchitekten Jon Bannenberg (Bannenberg & Rowell Design), der insbesondere durch die Gestaltung von Yachten bekannt wurde. Der Rumpf war ursprünglich dunkelblau und mit goldfarbigen Zierstreifen versehen, während die Aufbauten in Weiß gehalten waren. Kleinere Bereiche von Schornstein und Mast waren rot lackiert. Wenige Jahre später wurde die Farbgestaltung jedoch vereinfacht.
Anfang Januar 2000 wurden die beiden Propellergondeln eingebaut. Die Millennium war das erste Kreuzfahrtschiff, das mit Antriebsanlagen des Typs Rolls-Royce „Mermaid“ (dt. „Meerjungfrau“) ausgerüstet wurde. Eigentlich sollte das Schiff am 31. Mai 2000 abgeliefert werden, aufgrund technischer Probleme verzögerte sich die Übergabe jedoch bis Ende Juni, so dass auch die Jungfernfahrt verschoben werden musste. Das Schiff wurde von Robyn Roux, Gattin des Kochs Michel Roux, in Southampton auf den Namen Millennium getauft. Schließlich brach das Schiff erst mit etwa zweiwöchiger Verspätung am 1. Juli 2000 unter der Flagge Liberias von Amsterdam zur Jungfernfahrt auf.

### Einsatz
Unmittelbar nach der Indienststellung führte die Millennium Kreuzfahrten in der Ostsee durch. Danach wurde sie weltweit eingesetzt, unter anderem im Mittelmeer, an der amerikanischen Ost- und Westküste (mit Passage des Panamakanals), der Karibik sowie in den Gewässern um Australien. Im Jahr 2002 wechselte sie unter die Flagge der Bahamas. Im April 2008 erfolgte die Namensänderung in Celebrity Millennium, gleichzeitig erfolgte der Wechsel in das maltesische Schiffsregister. Der Heimathafen ist seitdem Valletta.
Im Sommerhalbjahr ist das Schiff in Alaska unterwegs und startet dabei vorwiegend ab Vancouver und Seward. Zwischen Herbst und Frühjahr wird das Schiff in Asien eingesetzt. Ihre Reisen beginnen dabei vorwiegend in Singapur, Hongkong und Shanghai.
Im Mai 2009 wurde die Celebrity Millennium in einer kanadischen Werft für circa 10 Mio. US-$ renoviert und überholt. Anfang Januar 2010 kündigte die Reederei unter dem Schlagwort „Solstice it“ umfangreichere Modernisierungsmaßnahmen an, mit denen die Ausstattung an den Standard der Solstice-Klasse angepasst werden soll.

### Zwischenfälle
Bereits auf der ersten Kreuzfahrt kam es an Bord Celebrity Millennium zu Problemen mit dem Antriebssystem. Danach traten immer wieder Schäden auf, in deren Folge Kreuzfahrten abgebrochen oder abgesagt werden mussten. Die beiden Propellergondeln des Schiffs mussten mehrmals bei außerplanmäßigen Aufenthalten im Trockendock instand gesetzt werden. Die juristischen Auseinandersetzungen zwischen dem Mutterkonzern Royal Caribbean Cruises Ltd. und dem Hersteller Rolls-Royce wurden erst Anfang 2010 im Rahmen eines Vergleichs beigelegt.
Am 2. Juli 2007 kam es vor Villefranche-sur-Mer zu einer Grundberührung, bei der Propeller und elektrische Systeme stark beschädigt wurden. Das Schiff musste im Trockendock repariert werden, zwei Kreuzfahrten wurden abgesagt.

## Trivia
Die Walnuss-Paneele im Olympic-Restaurant stammen von der Olympic, dem Schwesterschiff der Titanic. Die Reederei hatte die Teile zuvor im Rahmen einer Versteigerung beim Auktionshaus Sotheby’s erworben.